# Berlin (Georgia)
Berlin è una città degli Stati Uniti d'America, situata in Georgia, nella Contea di Colquitt.